# Verfassungsreferendum in Chile 2023
Das Verfassungsreferendum in Chile 2023 (offizielle chilenische Bezeichnung: Plebiscito Constitucional) war eine am 17. Dezember 2023 durchgeführte Volksabstimmung in Chile. Darin lehnte die Bevölkerung den Verfassungsentwurf mit 55,76 Prozent ab, der während des Verfassunggebungsprozesses im selben Jahr entstanden war. Die Verfassung von 1980 behält somit ihre Gültigkeit.

## Vorgeschichte
Seit dem Ende der Diktatur in Chile gab es mehrere Versuche, die Verfassung von 1980 zu ersetzen oder zu reformieren. So gab es weitreichende Reformen 2005 unter Präsident Ricardo Lagos. Präsidentin Michelle Bachelet unternahm zwischen 2015 und 2018 ebenfalls den Versuch, die Verfassung weitgehend zu reformieren. Im Zuge der sozialen Proteste ab 2019 in Chile gestand Präsident Sebastián Piñera den Protestierenden die Ausarbeitung einer neuen Verfassung zu, was auch vom chilenischen Volk in einem ersten Plebiszit bestätigt wurde. Die in der Folge gewählte Verfassunggebende Versammlung arbeitete daraufhin zwischen 2021 und 2022 eine neue Verfassung für Chile aus, die jedoch bei einem erneuten Plebiszit von über 60 Prozent der Bevölkerung abgelehnt wurde.
In den folgenden Monaten einigten sich die im chilenischen Nationalkongress vertretenen Parteien darauf, einen weiteren Verfassunggebungsprozess zu starten. Dieser unterschied sich in einigen wesentlichen Merkmalen vom ersten Prozess. So wurde zwischen März und Mai 2023 ein erster Entwurf von einer Expertenkommission erarbeitet. Am 7. Mai 2023 wählten daraufhin die chilenische Bevölkerung die Mitglieder des Verfassungsrates, der auf Basis des Entwurfs der Expertenkommission zwischen Mai und November 2023 den schließlich zur Abstimmung stehenden Entwurf erarbeitete. Am 7. November 2023 übergab Beatriz Hevia, Präsidentin des Verfassungsrates, den Verfassungsentwurf an Präsident Gabriel Boric, der ein Referendum darüber für den 17. Dezember 2023 ankündigte.

## Abstimmung

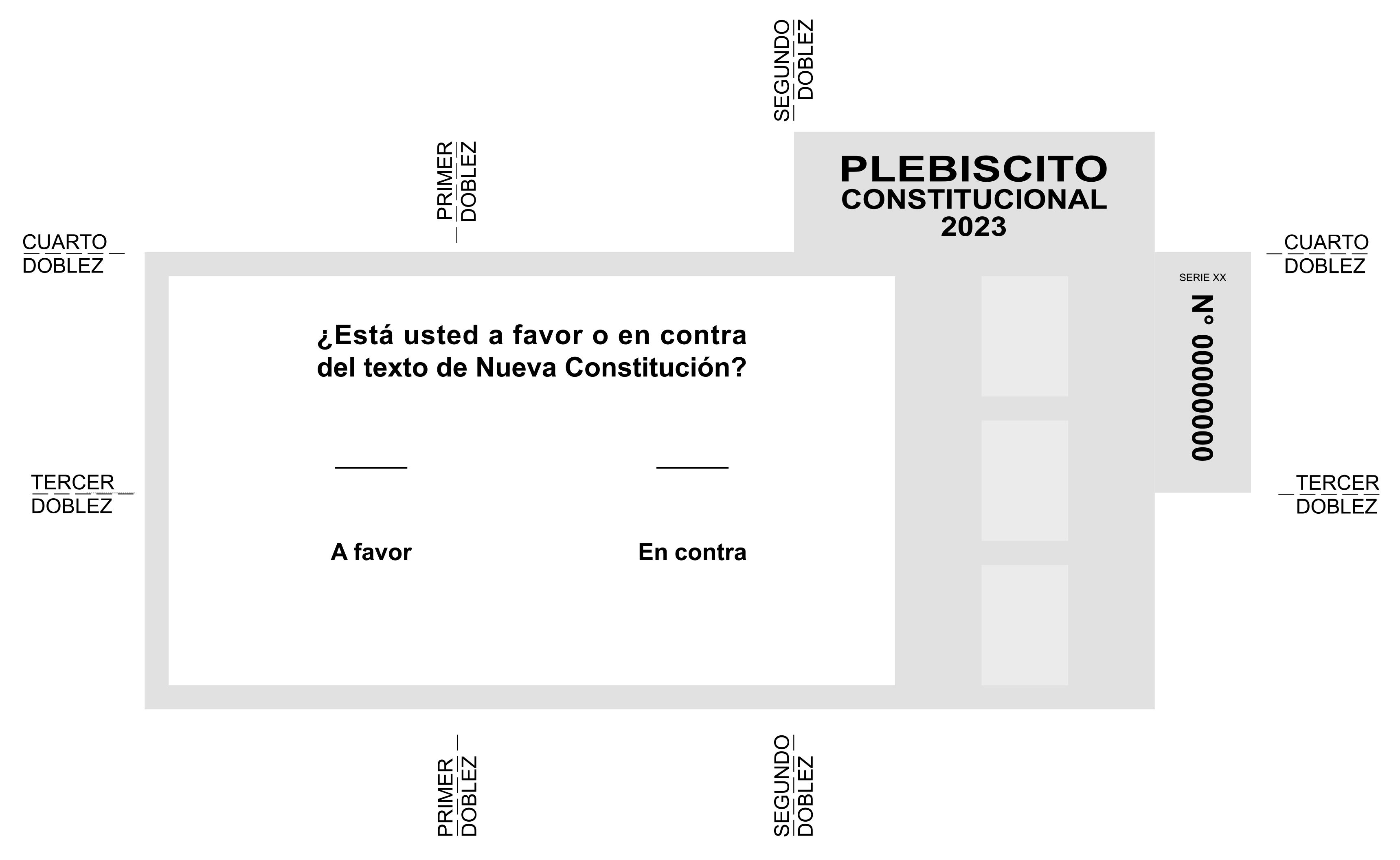
Stimmkarte in der Abstimmung

### Abstimmungsfrage
Die Abstimmungsfrage entsprach der Formulierung, wie sie in der gültigen Verfassung von 1980 in Artikel 159 festgelegt ist:

«¿Está usted a favor o en contra del texto de Nueva Constitución?»

„Sind Sie für oder gegen den Text der neuen Verfassung?“

Dabei gibt es zwei Abstimmungsmöglichkeiten: „A favor“ und „En contra“, auf Deutsch: „Dafür“ und „Dagegen“.
Wie schon beim Referendum 2022 galt allgemeine Abstimmungspflicht.

### Inhalt
Die Republikanische Partei konnte ihre Vormachtstellung im Verfassungsrat nutzen, um neokonservative und wirtschaftsliberale Standpunkte im Verfassungsentwurf einzubringen. Dazu gehörte auch die Frage des Rechts auf Abtreibung. Eine weitere, vorgeschlagene Änderung bei den Grundrechten betraf die indigene Bevölkerung Chiles wie die Mapuche. Sie wurden im Verfassungsentwurf erstmals auf Verfassungsebene anerkannt, jedoch ohne ihnen besondere Autonomierechte zu gewähren.

## Abstimmungsempfehlungen der Parteien
Die meisten politischen Parteien gaben Abstimmungsempfehlungen ab. Dabei votieren das größte Oppositionsbündnis Chile Vamos sowie die rechtsextreme Republikanische Partei, die zusammen im Verfassungsrat eine Mehrheit stellten, für die Annahme der Verfassung. Die Parteienbündnisse der Regierungskoalition, Apruebo Dignidad und Socialismo Democrático, empfehlen die Ablehnung des Entwurfs. Präsident Boric hat sich dementgegen nicht öffentlich zu seinem Abstimmverhalten geäußert. Daneben gab es Bürgervereine auf beiden Seiten. Im Rahmen der Abstimmungsdebatte durften beide Seiten zu festgelegten Zeiten im Fernsehen für ihre Standpunkte werben. Die Empfehlungen der Parteien lauteten:
| Empfehlung           | Partei | Partei                               | Partei                               | Politische Ausrichtung     | Quelle |
| -------------------- | ------ | ------------------------------------ | ------------------------------------ | -------------------------- | ------ |
| Zustimmung (Apruebo) |        |                                      | Chile Vamos                          | Konservativismus           | [ 5 ]  |
| Zustimmung (Apruebo) |        |                                      | Unión Demócrata Independiente        | Neokonservativismus        | [ 5 ]  |
| Zustimmung (Apruebo) |        | Renovación Nacional                  | Konservativismus                     |                            | [ 5 ]  |
| Zustimmung (Apruebo) |        | Evópoli                              | Liberalismus                         |                            | [ 5 ]  |
| Zustimmung (Apruebo) |        |                                      | Partido Republicano                  | Nationalismus              | [ 6 ]  |
| Zustimmung (Apruebo) |        |                                      | Partido de la Gente                  | Populismus                 | [ 7 ]  |
| Ablehnung (Rechazo)  |        |                                      | Frente Amplio                        | Progressivismus            | [ 8 ]  |
| Ablehnung (Rechazo)  |        |                                      | Revolución Democrática               | Demokratischer Sozialismus | [ 8 ]  |
| Ablehnung (Rechazo)  |        | Convergencia Social                  | Demokratischer Sozialismus           |                            | [ 8 ]  |
| Ablehnung (Rechazo)  |        | Comunes                              | Autonomismus                         |                            | [ 8 ]  |
| Ablehnung (Rechazo)  |        |                                      | Chile Digno                          | Demokratischer Sozialismus | [ 9 ]  |
| Ablehnung (Rechazo)  |        |                                      | Partido Comunista de Chile           | Kommunismus                | [ 9 ]  |
| Ablehnung (Rechazo)  |        | Federación Regionalista Verde Social | Regionalismus                        |                            | [ 9 ]  |
| Ablehnung (Rechazo)  |        | Acción Humanista                     | Humanismus                           |                            | [ 9 ]  |
| Ablehnung (Rechazo)  |        |                                      | Socialismo Democrático               | Sozialdemokratie           | [ 10 ] |
| Ablehnung (Rechazo)  |        |                                      | Partido Socialista de Chile          | Sozialdemokratie           | [ 10 ] |
| Ablehnung (Rechazo)  |        | Partido por la Democracia            | Sozialdemokratie                     |                            | [ 10 ] |
| Ablehnung (Rechazo)  |        | Partido Radical                      | Linksliberalismus                    |                            | [ 10 ] |
| Ablehnung (Rechazo)  |        | Partido Liberal                      | Linksliberalismus                    |                            | [ 10 ] |
| Ablehnung (Rechazo)  |        |                                      | Partido Demócrata Cristiano de Chile | Christdemokratie           | [ 11 ] |

## Ergebnis
|  |  |

|  |  |